# Distretto di Salerno
Il distretto di Salerno fu una delle suddivisioni amministrative del Regno delle Due Sicilie, subordinate alla provincia di Principato Citra, soppressa nel 1860. Comprendeva 17 circondari.

## Istituzione e soppressione
Fu costituito con la legge 132 del 1806 Sulla divisione ed amministrazione delle province del Regno, varata l'8 agosto di quell'anno da Giuseppe Bonaparte. Con la legge 122 del 4 maggio 1811 (emanata da Parigi) si ebbe una riorganizzazione amministrativa e territoriale della provincia. Il distretto di Salerno venne ridimensionato, mentre fu soppresso il distretto di Bonati. Contemporaneamente venivano istituiti il distretto di Campagna ed il distretto di Vallo, mentre il territorio di Bonati veniva aggregato al distretto di Sala. Con l'occupazione garibaldina e l'annessione al Regno di Sardegna del 1860 l'ente salernitano fu soppresso. Quasi tutti i comuni rimasero nella provincia di Salerno ad eccezione di quelli del circondario di Montoro (Montoro Superiore, Montoro Inferiore) e del circondario di Calabritto (Caposele, Calabritto, Quaglietta, Senerchia) che passarono alla provincia di Avellino.

## Suddivisione in circondari
Il distretto era suddiviso in successivi livelli amministrativi gerarchicamente dipendenti dal precedente. Al livello immediatamente successivo, infatti, individuiamo i circondari, che, a loro volta, erano costituiti dai comuni, l'unità di base della struttura politico-amministrativa dello Stato moderno. A questi ultimi potevano far capo i casali, centri a carattere prevalentemente rurale. I circondari del distretto di Salerno ammontavano a diciassette ed erano i seguenti:
- Circondario di Salerno:
Salerno (con i casali di Brignano, Giovi, Ogliara, Pastena, Pastorano e Sordina);
- Circondario di Vietri:
Vietri (con i casali di Albori, Benincasa, Dragonea, Marina, Molina e Raito) e Cetara;
- Circondario di Majori:
Majori (con i casali di Collegiata, Erchie, Ponteprimo, San Pietro, Santa Maria di Grazie e Vecite) e Tramonti (con i casali di Campinora, Capitignano, Ceserano, Corsano, Figlino, Gete, Novelle, Paternosantangelo, Paternosantelia, Pietre, Polvica, Ponte e Pucara);
- Circondario di Scala:
Scala, Ravello e Minori;
- Circondario di Amalfi:
Amalfi (con i casali di Tovere, Lone, Pastena, Pogerola e Vetticaminore), Atrani, Conca e Agerola (con i casali di Bomarano, Campora, Pianillo e San Lazaro)[5];
- Circondario di Positano:
Positano (con il casale di Montepertuso) e Furore, Prajano (con il casale di Vetticamaggiore);
- Circondario di Cava:
Cava (con i casali di Casaburi, Castagneto, Corpo, Dupino, Passiano, Pregiato, San Cesareo, San Pietro, Santa Lucia, Sant'Arcangelo e Santissima Annunziata);
- Circondario di Nocera:
Nocera[6] (con i casali di Borgo, Camerelle, Casadeangelis, Cerzeti, Cicalesi, Croce, Grotti, Iroma, Merichi, Pareti, Pecorari, Piedimonte, Pietraccetta, Portanova, San Clemente, San Pietro, Santa Mariamaggiore, Sperandei, Taverne, Uscioli e Vescovado);
- Circondario di Pagani:
Pagani, Sant'Egidio (con il casale di San Lorenzo) e Corbara;
- Circondario di Angri:
Angri e Scafati (con il casale di San Pietro);
- Circondario di Sarno:
Sarno, San Marzano e San Valentino (con il casale Casatori)
- Circondario di Montoro:
Montoro Inferiore (con i casali di Borgo, Figlioli, Mercatello, Piano, Piazzadipasso e San Felice) e Montoro Superiore (con i casali di Aterrana, Bansano, San Pietro, Sant'Eustacchio e Torchiati);
- Circondario di San Giorgio:
San Giorgio (con i casali di Aiello, Campomantoci, Castelluccio, Corte, Fimiano, Lanzara, Santa Croce, Santa Maria a Favore e Torello), Bracigliano, Rocca e Siano;
- Circondario di San Severino:
Mercato (con i casali di Acigliano, Acquarola, Capocasale, Carifi, Ciorani, Corticelle, Costa, Curteri, Lombardi, Monticelli, Monticelli Sottano, Oscato, Pandola, Piazza, Priscoli, San Felice, Sant'Angelo, Sant'Eustacchio, San Vincenzo, Spiano e Torello), Calvanico e Fisciano (con i casali di Bolano, Carpineto, Gajano, Lancusi, Penta, Pizzolano e Villa);
- Circondario di Baronissi:
Baronissi e Pellezzano (con i casali di Capezzano, Capriglia, Cologna e Coperchia);
- Circondario di San Cipriano:
San Cipriano, Castiglione, Giffoni Sei Casali (con i casali di Capitignano e Prepezzano), Giffoni Valle Piana (con i casali di Catelde, Chieve, Curti, Curticelle, Mercato, Ornito, Puzzarolo, San Giovanni, Terravecchia e Torello) e San Mango;
- Circondario di Montecorvino:
Montecorvino Rovella (con i casali di Acciano, Canala, Chiarelli, Cornia, Ferrari, Gauro, Marangi, Martorano, Molenadi, San Martino e Votraci), Acerno, Montecorvino Pugliano (con i casali di Fajano, Pugliano, Santa Tecla e Torello) e Olevano (con i casali di Ariano, Monticello e Salitto).

## Galleria d'immagini

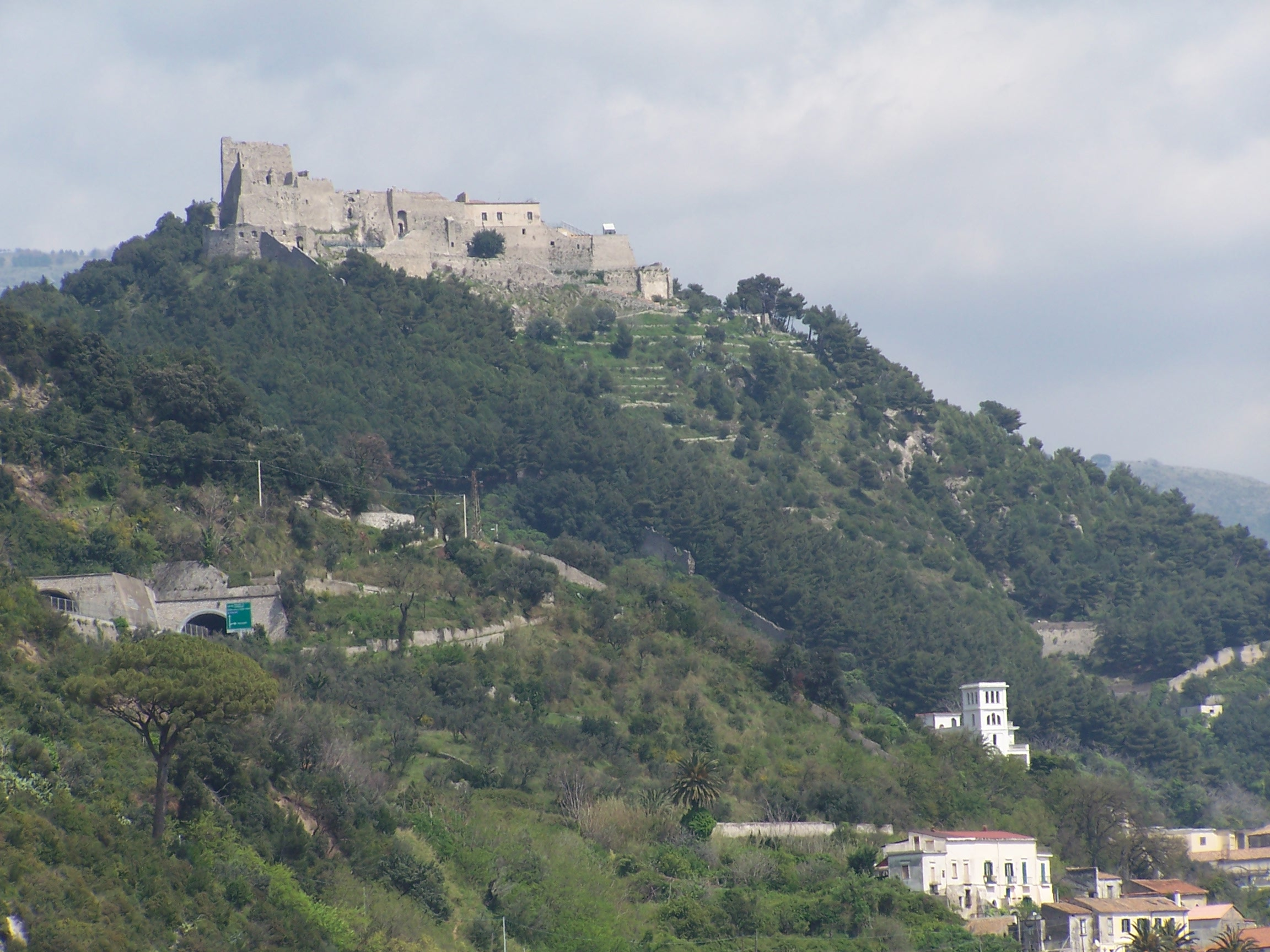
Salerno: il Castello di Arechi
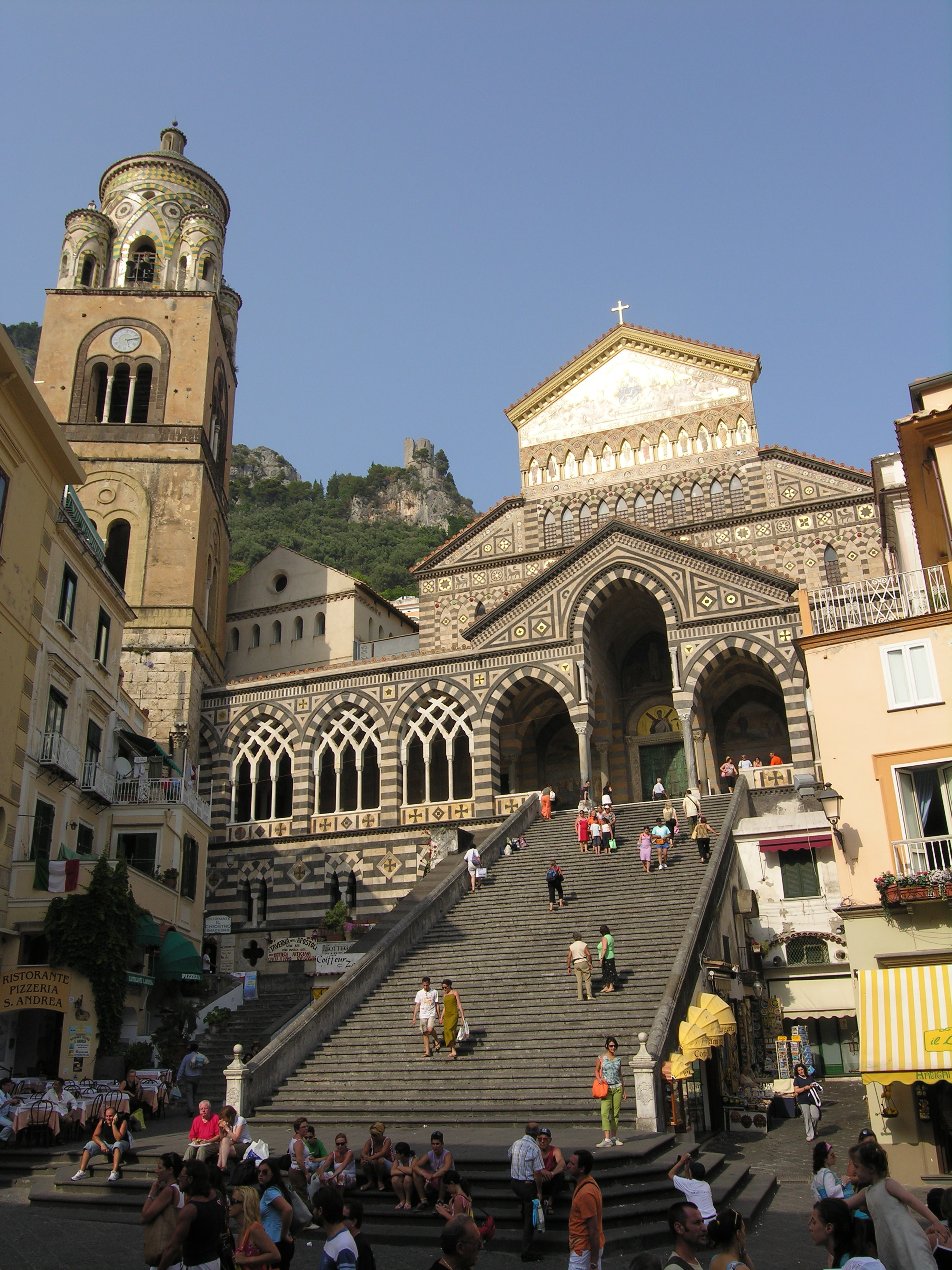
Amalfi: il duomo
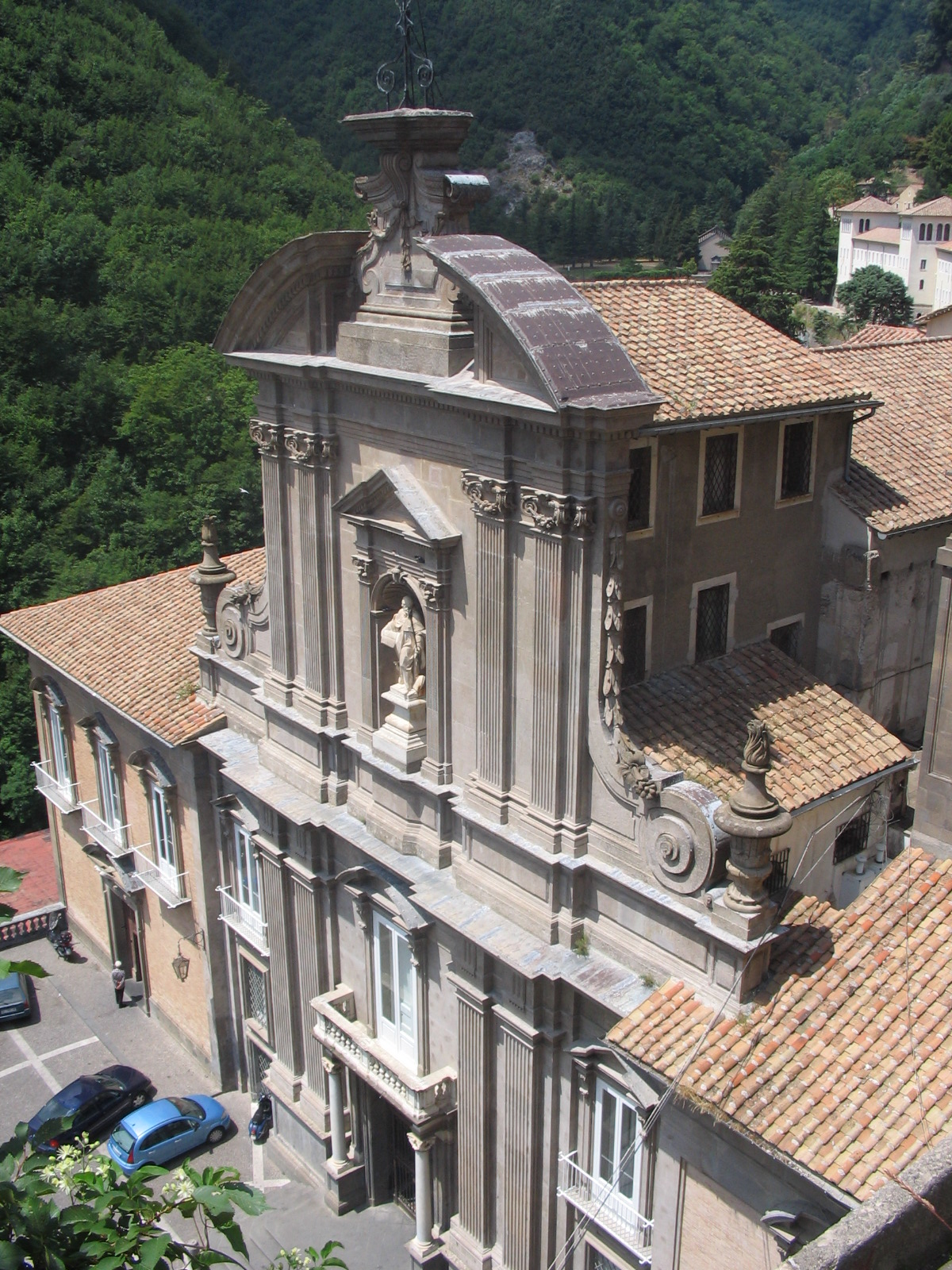
Cava: Abbazia della Santissima Trinità
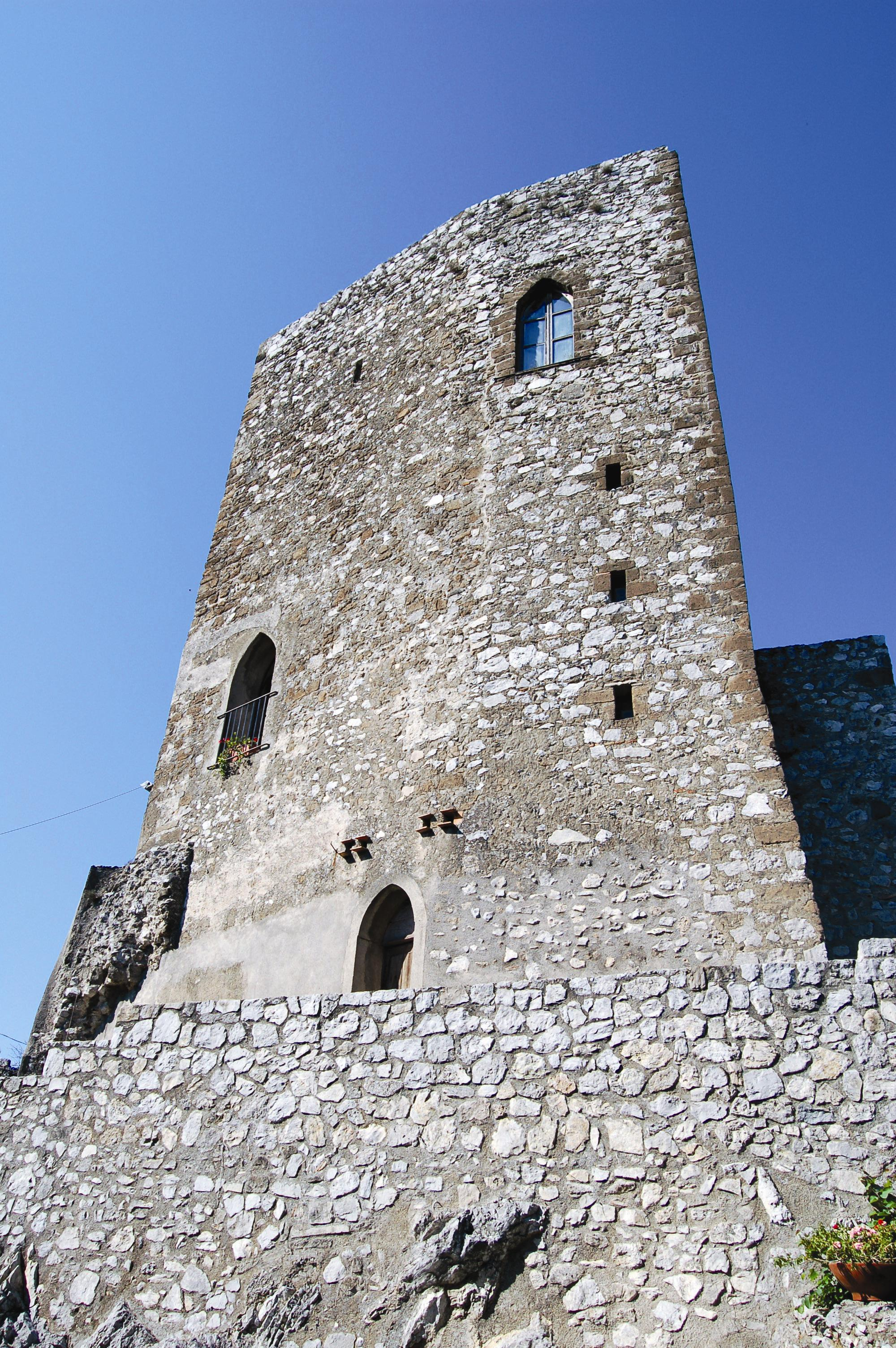
Nocera: il Castello del Parco